# Partido Liberal Democrático de Uzbekistán
El Partido Liberal Democrático de Uzbekistán (en uzbeko: O'zbekiston Liberal Demokratik Partiyasi), conocido por su acrónimo O'zlidep, es un partido político de Uzbekistán, se ha proclamado a sí mismo como centroderecha,[cita requerida] fundado en 2003 y con sede en la capital, Tashkent. Durante las elecciones legislativas de 2004-2005, el partido ganó 41 de los 120 escaños, y en las elecciones parlamentarias de Uzbekistán 2009-2010, ganó 55 de los 150. 
El partido, el 4 de octubre de 2007, anunció la intención de nominar al presidente Islam Karimov como su candidato en la elección presidencial de 2007, aunque muchos consideraban a Karimov legalmente elegible para postularse para un nuevo mandato. El 6 de noviembre, Karimov fue elegido por unanimidad como el candidato presidencial del Partido Liberal Democrático en una convención del partido en Tashkent, y Karimov aceptó el nombramiento.